# Aphrodita longicornis
Aphrodita longicornis är en ringmaskart som beskrevs av Johan Gustaf Hjalmar Kinberg 1855. Aphrodita longicornis ingår i släktet Aphrodita och familjen Aphroditidae. Inga underarter finns listade i Catalogue of Life.